# Joanna Żylińska
Joanna Żylińska (5 de mayo de 1971) es una escritora, traductora, artista y curadora de arte británica de familia de origen polaco que trabaja en los ámbitos de las nuevas tecnologías, la ética, la fotografía y el arte.

## Biografía
Żylińska es profesora de Nuevos Medios de Comunicación y codirige el Departamento de Medios de Comunicación de Goldsmiths (Universidad de Londres) y ha sido profesora visitante en distintas universidades como en la Universidad de Minesota o en la Universidad McGill. Es autora de varios libros, entre los más recientes AI Art: Machine Visions and Warped Dreams (Open Humanities Press CIC, 2020), Nonhuman Photography (MIT Press, 2017), Minimal Ethics for the Anthropocene (Open Humanities Press, 2014) y, junto con Sarah Kember, Life after New Media: Mediation as a Vital Process (MIT Press, 2012) o Imaginary Neighbors: Mediating Polish-Jewish Relations after the Holocaust (University of Nebraska Press, 2007) Asimismo, ha traducido al inglés Summa Technologiae, el tratado filosófico de Stanislav Lem, publicado en 2013 dentro de la colección «Electronic Meditations» de la Universidad de Minnesota. Żylińska combina la escritura de textos filosóficos con la tarea de comisaria de arte y la práctica de la fotografía artística. En 2013 fue la directora artística de Transitio_MX05 ‘Biomediations’, el festival de arte y vídeo de los nuevos medios de Ciudad de México. Junto a Clare Birchall y Gary Hall, dirige el proyecto «Living Books about Life», una serie de más de veinte libros sobre la vida, coeditados, electrónicos y de libre acceso, que abren una vía de comunicación entre las humanidades y las ciencias.